# بيلا (بازيليكاتا)
بيلا (بالإيطالية: Bella)‏ هي بلدية في مقاطعة بوتنسا في إقليم بازيليكاتا الإيطالي.

## السكان
في سنة 1861 بلغ عدد السكان 5٬319 نسمة، وتطور العدد ليصل في سنة 2011 لـ 5٬240 نسمة.
يظهر هذا المخطط البياني تطور النمو السكاني لـ بيلا (بازيليكاتا)

## توأمة
لبيلا (بازيليكاتا) اتفاقيات توأمة مع كل من:
- Vimodrone [الإنجليزية]‏
- مودينا
- Narodychi [الإنجليزية]‏